# Josef Honor Schneider
Josef (auch Joseph) Honor (auch Honorius) Schneider, auch Joseph Ignatz Schneider (* 9. Juli 1804 in Místek in Mähren; † 7. Mai 1874 in Prestitz/Přeštice), war ein mährischer Arzt, Naturforscher, Autor und Enzyklopädist.

## Leben
Joseph Schneider wurde in Mähren an der Grenze zu Schlesien geboren, wo sein Vater Josef Wenzel Schneider als Flickschneider in der Untergasse 5 zur Miete lebte. Wie auch sein Bruder Jacob Eberhard erhielt er die Möglichkeit zu studieren und erlangte 1831 an der Universität Wien mit einer Dissertation De organisatione cerebri (deutsch etwa: „Über die Organisation des Gehirns“) den Doktor der Medizin. In Přeštice ließ er sich als Stadtarzt nieder und blieb dort bis zu seinem Tod. Seit 1834 wurde er als immatrikuliertes Mitglied der Medizinischen Fakultät in Prag geführt. Noch vor 1834 erwarb er zusätzlich den Doktortitel der Philosophie, und 1834 heiratete er in der nahe gelegenen Ortschaft Dolní Lukavice (damals Unterlukawitz) bei Pilsen in Westböhmen die aus der Oberpfalz stammende Försterstochter Anna Theresia Weis. Den beiden wurden zehn Kinder geboren, die alle das Kindesalter überlebten. Als Stadtarzt betreute er vor allem die deutschsprachige Bevölkerungsgruppe der Region und die Angehörigen des in Unterlukawitz jeweils in der warmen Jahreszeit ansässigen Adelsgeschlechts Schönborn-Wiesenthein. Am 7. Mai 1874 starb Schneider in Přeštice an Lungenlähmung.
Schneider war Mitglied der Zoologisch-botanischen Gesellschaft in Wien.

## Publikationen
Schneiders erste Publikation war 1831 ein Nachruf in Sonettform auf seinen mit dreißig Jahren verstorbenen Bruder Jacob Eberhard Schneider, Professor der Klassischen Philologie und Ästhetik an der Universität Olmütz, der in der Wiener Zeitschrift Der Sammler erschien. Aus dem Jahr 1835 gibt es von ihm einen kurzen Bericht über einen Fall von „Taubstummheit durch Rheuma bedingt“, den er seinen Angaben nach erfolgreich behandelte.

### Obstbaumschädlinge
1843 verfasste Schneider ein Buch Naturgeschichte und Abbildungen der schädlichen Obstgarten-Insekten und die bewährtesten Mittel zur Vertilgung derselben und ließ es bei Carl Wilhelm Medau in Prag drucken. Der Gutsbesitzer, Pomologe und Herausgeber mehrerer gartenbaulicher Zeitschriften Johann Evangelist Fürst in Frauendorf wurde auf das Werk aufmerksam und verfasste 1845 eine enthusiastische Rezension in den Vereinigten Frauendorfer Blättern (siehe Allgemeine deutsche Garten-Zeitung) unter dem Titel Keine schädlichen Obstgarten-Insekten mehr! Er schrieb: „Auch gegen dieses Übel ist uns nun ein Heiland erschienen … Eine Art Wunderwirkung befreit uns davon freilich nicht, aber genug, daß wir endlich einmal auf ganz natürlichem Wege die tödtlichen Waffen zu ihrer Vertilgung an die Hand bekommen haben.“ Fürst beklagte nur, dass das Werk nicht über den Buchhandel erhältlich sei. Einige Nummern später konnte Fürst berichten, dass das Werk nunmehr über die Buchhandlung Borrosch & André in Prag zu beziehen sei. Schneider trat der Praktischen Gartenbaugesellschaft in Bayern bei und stiftete auch einen Betrag zur Behebung von Unwetterschäden in Frauendorf. In einem Beitrag zu der Zeitschrift mahnte er zur Vorsicht bei der Anpflanzung italienischer Pyramidenpappeln in der Nähe von Obstgärten, da diese Bäume „eine wahre Hecke für mehrere schädliche Obstgarteninsekten“ bildeten.

### Naturhistorisches Lexikon
Ebenfalls 1843 brachte Schneider im Verlag Fr. Ed. Sandtner in Prag den ersten Band eines von Franz A. Werner bebilderten Illustrierten Reallexikons der Naturgeschichte heraus, eines alphabetisch geordneten Lexikons der Tiere, Pflanzen und Mineralien der Welt, das auch als Vorläufer des „Brehm“ interessant ist, indem es den damaligen Wissensstand der Biologie in Mitteleuropa widerspiegelt. Es erschienen nur zwei Bände, das Werk endete beim Stichwort „Blattkäfer“.

### Der Kartoffel-Blattsauger
Die praktisch orientierten naturkundlichen Interessen Schneiders kamen besonders in seinen Schriften zur Verursachung der Kartoffelfäule zum Ausdruck. Schneider glaubte als Ursache dieser Pflanzenkrankheit, die seit 1840 in weiten Teilen Europas das Kraut und die Knollen der Kartoffeln zerstörte, ein bisher noch nicht beschriebenes schädliches Insekt erkannt zu haben. Bereits am 10. September 1847 erschien in der Prager Zeitung von seiner Hand ein Artikel Über den Kartoffel-Blattsauger, als Ursache der Kartoffelkrankheit, einen etwas ausführlicheren Bericht konnte er 1848 in den Vereinigten Frauendorfer Blättern veröffentlichen.
1851 sandte er eine längere Abhandlung darüber an das k.k. Ministerium für Cultus und Unterricht in Wien. Hier gab er dem „Kartoffel-Blattsauger“, von dem er detaillierte Zeichnungen im Imago- und Nymphenstadium beilegte, als vermeintlicher Erstbeschreiber den wissenschaftlichen Namen Psylla solani tuberosi Schneider. Neben der Bekämpfung des Schädlings schlug Schneider vor, Jahr für Jahr jeweils einen breiten Landstreifen von Kartoffelfeldern freizuhalten, um der Ausbreitung der Fäule entgegenzuwirken. Die Schrift wurde zunächst an das Ministerium für Ackerbau und Bergwesen weitergeleitet, das den Wiener Entomologen Vincenz Kollar um Begutachtung bat. Kollar hielt die Beweisführung Schneiders für überzeugend und empfahl eine Veröffentlichung und Verbreitung der Abhandlung, um so weitere Erkenntnisse im Kampf gegen die Kartoffelfäule zu gewinnen, zumal die damalige Gattung Psylla, in die Schneider das von ihm beobachtete Insekt gestellt hatte, auch zwei bekannte Obstbaumschädlinge aufwies, nämlich den Apfelblattsauger und den Birnenblattsauger. Zuvor müsse Schneider jedoch getrocknete Exemplare des Insekts einsenden, da seine Zeichnungen „ohne Hülfe gehörig vergrössernder Instrumente“ angefertigt seien und daher eine Bestätigung seiner taxonomischen Einordnung nicht erlaubten.
Schneider folgte dieser Bitte und Kollar erkannte, dass das Insekt, anders als Schneider geglaubt hatte, den Kleinzikaden zuzuordnen war, mit den bekannten Schädlingen also nicht näher verwandt war. So änderte er auch die Namensgebung in Typhlocyba solani tuberosi Kollar. Dennoch hielt er Schneiders Arbeit für sehr nützlich und sorgte schließlich 1852 für eine Veröffentlichung von Schneiders Originalabhandlung in den Sitzungsberichten der Kaiserlichen Akademie der Wissenschaften zu Wien, allerdings verbunden mit seinem korrigierenden Kommentar. Die Abhandlung mit Kommentar wurde zusätzlich in einem Sonderdruck veröffentlicht, Auszüge und Berichte darüber erschienen auch in diversen Zeitschriften. Bis ins nächste Jahr hinein wurde Schneiders Auffassung in österreichischen botanischen und landwirtschaftlichen Periodika noch lebhaft diskutiert, wenn auch zunehmend skeptisch.
Schneider sandte seine Abhandlung auch an die Gesellschaft Deutscher Naturforscher und Ärzte. Bei deren Versammlung 1853 in Tübingen berichtete Anton de Bary über diese und eine weitere Arbeit zur Kartoffelfäule, verwarf jedoch Schneiders Theorie, dass diese von einem Insekt hervorgerufen werde. Vielmehr sei der Erreger ein Eipilz. Dies erwies sich als richtig, der Eipilz trägt heute den gültigen Namen Phytophthora infestans.
Bei der von Schneider und Kollar beschriebenen Insektenart handelt es sich, wie Kollar bereits erkannt hatte, um eine Kleinzikade, aber der neu vergebene Name stellte sich als Synonym heraus, weil die Art bereits zuvor unter anderem Namen beschrieben worden war. Der gültige Name ist umstritten, in den meisten Verzeichnissen wird die Art als Empoasca solani (Curtis, 1846) geführt.

### Tagebücher
Schneiders Enkel Rudolf Schneider, der in Unterlukawitz geborene Gründungsdirektor des Prager Hydrometeorologischen Instituts, hinterließ ihm in seinen Lebenserinnerungen ein Denkmal, indem er darauf hinwies, wie der alternde Arzt Kinder durch seine Hingabe an Naturwissenschaften und exakte Zeitnehmung faszinieren konnte. Schneider hinterließ Tagebuchaufzeichnungen der Jahre 1840–1857 mit genauen täglichen Wetteraufzeichnungen; diese zählen zu den ältesten mehrjährig lückenlosen Wetterdokumentationen Mitteleuropas und sind die zweitältesten Langzeitwetterdaten für das Gebiet der heutigen Tschechischen Republik. Auch enthält das Tagebuch eine Aufstellung der Einnahmen der Landarztpraxis, die sozialhistorisch von Interesse ist.

## Werke
- Joseph Honorius Schneider: Dissertatio inauguralis physiologica de organisatione cerebri. Wien 1831.[20]
- Joseph Honor Schneider: Naturgeschichte und Abbildungen der schädlichen Obstgarten-Insekten und die bewährtesten Mittel zur Vertilgung derselben. Medau, Prag 1843.[21]
- Joseph Honor Schneider: Real-Lexicon der Naturgeschichte in getreuen Abbildungen und mit ausführlicher Beschreibung derselben. Erster Band: Aal–Barbaree. Fr. Ed. Sandtner, Prag 1843. Digitalisat. Zweiter Band: Barbe–Blattkäfer, ebenfalls bei Sandtner, Prag. Mehr nicht erschienen.
- J. H. Schneider: Der Kartoffel-Blattsauger, Psylla solani tuberosi Schneider (Cycada [typhlocyba] solani tuberosi Kollar), ein die Kartoffelfäule erzeugendes Insect. Bevorwortet von V. Kollar. (Aus dem Juni-Hefte [Band IX] des Jahrganges 1852 der Sitzungs-Berichte der mathem.-naturw. Classe der kais. Akademie der Wissenschaften besonders abgedruckt.) Digitalisat.